# 여진상
《여진상》은 떴다! 럭키맨의 주인공이다. 순호박. 원판 이름은 부사이쿠 데스요(不細工です代).

## 소개
생긴것만 봐도 못난이 여성 캐릭터. 막무가내로 요이치(왕재수)를 좋아하지만, 요이치(왕재수) 당사자는 원수처럼 생각한다. (애니메이션판은 부사이쿠 성이 없습니다. 엔딩 크레딧을 참조.) 외모에 비하면 부자집딸에 예술에 신통한 편이다. 가을(일본명:카레이다 미요)의 이상한 생각 때문에 그녀는 마음에 들지 않는다.